# Хайнацький Богдан Олександрович
Богда́н Олекса́ндрович Хайна́цький (нар. 30 грудня 1981 року, Старий Солотвин, Бердичівський район, Житомирська область — пом. 5 жовтня 2022 року, Одрадівка, Бахмутський район, Донецька область) — солдат Збройних сил України, учасник російсько-української війни.
Представлений до присвоєння звання Героя України (посмертно).

## Життєпис
Богдан Хайнацький народився 30 грудня 1981 року в селі Старий Солотвин Бердичівського району Житомирської області. Мати працювала на Солотвинській птахофабриці, а батько був, і до сьогодні є лісником. Навчався в Солотвинській школі, пізніше в Бердичівському будівельному училищі. Згодом була строкова служба в армії, а потім трудові будні на різних будівлях, на пилорамі поблизу домівки, а останні кілька років – на пивзаводі.
Після армії одружився і жив у селищі Гришківці Бердичівського району Житомирської області. Виховував з дружиною Людмилою Михайлівною сина Олександра (гімназист Гімназії №6 імені Житниченка І.В. міста Бердичева) та доньку.
На війну пішов добровольцем. Був призваний на військову службу з перших днів повномасштабного вторгнення окупаційних військ, 04 березня 2022 р. Служив у військовій частині А0409 30-ї окремої механізованої бригади імені князя Констянтина Острозького (30 ОМБр). Обіймав посаду солдата, номера обслуги гранатометного відділення гранатометного взводу механізованого батальйону військової частини А0409.
Загинув 5 жовтня 2022 року під час виконання бойового завдання в н.п. Одрадівка Донецької області.
Похоронений 8 жовтня 2022 року в селі Старий Солотвин, Гришківецька ОТГ, Бердичівський район, Житомирська область.

## Нагороди
Представлений до присвоєння звання Героя України (посмертно) електронною петицією № 22/215778-еп, оприлюдненою 11 січня 2024. Петиція набрала понад 25 тис. голосів і перебуває на розгляді Президента України.
28 грудня 2023 року Указом Президента №861 Богдана Хайнацького нагородили орденом «За мужність» третього ступеня (посмертно).